# Jazz Samba Encore!
Jazz Samba Encore! es un álbum de jazz/bossa nova de Stan Getz y Luiz Bonfá, grabado y lanzado en 1963 bajo el sello Verve.
Los artistas también incluyen a Antônio Carlos Jobim y la cantante Maria Helena Toledo. El álbum contiene una mezcla de estándares de Jobim, con originales de Bonfá, mientras que entre sus letristas están el destacado poeta Vinícius de Moraes y Toledo.

## Antecedentes y desarrollo
Jazz Samba Encore! es el tercer álbum de Getz en el género de la bossa nova, después de los exitosos Jazz Samba y Big Band Bossa Nova de 1962.
El disco fue grabado en Nueva York,  en febrero de 1963, en compañía de Jobim y Toledo. Al mes siguiente, inició las grabaciones de Getz/Gilberto junto con João Gilberto, Astrud Gilberto y Jobim. Sin embargo, este último fue lanzado en 1964, para no afectar en la promoción y ventas del álbum.

## Contenido
A diferencia de sus antecesores, Jazz Samba Encore! es de tonos más tenues y lentos en clave jazz y bossa nova, además de incorporar canto y vocalización de parte de Maria Toledo.
El lado A inicia con la breve instrumental "Sambalero" de Bonfá, seguidas de los estándares clásicos "Só danço samba", "Insensatez" y "O morro não tem vez", escritas por Jobim con Vinícius de Moraes, y vocalizadas por Toledo. "Samba de duas notas (Two Note Samba)", compuesta por Bonfá, es una referencia a la canción "Samba de uma nota só" de Jobim.
"Menina flor" abre el lado B del álbum, seguida de "Mania de Maria" y "Saudade vem correndo", escritas y compuestas por Bonfá y Toledo, quien aporta con voces y vocalización en estas dos últimas. "Um abração no Getz (A Tribute to Getz)" está dedicada al saxofonista, mientras que "Ebony Samba" de Bonfá es la composición que da cierre al disco.

## Carátula
La pintura de la portada es obra de la artista puertorriqueña Olga Albizu, una de las influyencias principales en la corriente del expresionismo abstracto en Nueva York.
Los trabajos de Albizu también fueron usados en la carátula de otros álbumes, tales como Jazz Samba, Big Band Bossa Nova, Getz/Gilberto, Getz/Gilberto Vol. 2 y Getz/Gilberto '76 de Getz, y Trio 64 de Bill Evans.

## Recepción crítica
Jazz Samba Encore! recibió críticas positivas tras su lanzamiento.
Richard S. Ginell de Allmusic escribió "en su tercer álbum, Getz confía principalmente en brasileños nativos para su respaldo (...) Dos gigantes de buena fe, Antônio Carlos Jobim y Luiz Bonfá proporcionan las guitarras y todo el material, y Maria Toledo contribuye con vocalización ocasional. Getz inyecta pasajes más agudos en su afinidad intuitiva por el ritmo, incluso yendo por un poco de fast bop en "Um abração no Getz", y Bonfá se encarga de los solos de guitarra contra el ritmo constante de Jobim. Claramente las contribuciones de Jobim - "Só danço samba", "Insensatez" y "O morro não tem vez" - tendrían la vida útil más larga, y aunque el álbum no se vendió tan bien como sus dos predecesores, ciertamente ayudó a romper estas melodías en el repertorio permanente de jazz. Los ávidos fanáticos de la bossa nova seguramente atesorarán este álbum para las canciones menos conocidas de Bonfá."
Billboard en su edición de abril de 1963 comentó "el ganador de la bossa nova, Stan Getz, regresa nuevamente para su tercer álbum hecho al ritmo brasileño. Con él esta vez colabora uno de los líderes del movimiento bossa en su país natal, el guitarrista, compositor y cantante Luiz Bonfá. Es un álbum muy atractivo con un uso sutil de voces y vocalización de Maria Toledo. El magnífico seguimiento de Getz a Jazz Samba con Charlie Byrd."
John S. Wilson de Down Beat publicó en junio de 1963 "este álbum contiene muy buen bossa nova. Si te has mantenido al día con la moda de la bossa nova, es posible que estés satisfecho con esta forma musical. Sin embargo, si eres nuevo en bossa nova, encontrarás una gran cantidad de encanto y excitación en este set. Se puede escuchar a Getz tocando un estilo melodioso de canto que es, como mínimo, encantador y ocasionalmente... se eleva a alturas emocionantes."
En 2008, Verve Records lanzó el box set Stan Getz: The Bossa Nova Albums donde recopila cinco de sus más importantes álbumes de la época: Jazz Samba (1962), Big Band Bossa Nova (1962), Jazz Samba Encore! (1963), Getz/Gilberto (1964) y Getz/Almeida (1966). Sobre Jazz Samba Encore!, Chris May de All About Jazz escribió: "la trilogía final de álbumes (...) son uniformemente excelentes. Grabados con unas tres semanas de diferencia a principios de 1963, le deben mucho a Jobim, quien tocó en todos ellos, contribuyó con diez canciones y ayudó a (Creed) Taylor a reclutar los integrantes de banda y organizar las sesiones. Volviendo al formato de grupos pequeños de Jazz Samba, pero con un mayor grado de participación de músicos brasileños, la idea era emparejar a Getz con tres guitarristas líderes de bossa nova: Bonfá en Jazz Samba Encore!, Gilberto en Getz/Gilberto y Almeida en Getz/Almeida."

## Recepción comercial
A diferencia de sus antecesores, Jazz Samba Encore! tuvo menor éxito comercial, pero de todas formas vendió bastante bien.
Debutó el 18 de mayo de 1963 en el puesto #130 de la lista Top LPs de Billboard (el actual Billboard 200). En su sexta semana, el 22 de junio de 1963, marcó su posición más alta, registrando el puesto #88. Su última aparición fue en 27 de julio del mismo año, en la posición #107, manteniéndose 11 semanas continuas en la lista.
La misma revista posicionó al álbum en el puesto #21 de la lista Best Selling Jazz Albums, el 11 y 18 de mayo de 1963.

## Legado
La trilogía de Getz, compuesta por Jazz Samba, Big Band Bossa Nova y Jazz Samba Encore! logró un sólido éxito tanto crítico como comercial, sin embargo, no satisfizo a los productores para competir con otros artistas como Elvis Presley, Bobby Darin, Pat Boone y Henry Mancini, ya que en la década de los 60 el jazz empezó a perder popularidad debido al aumento del interés por el rock & roll.
El 21 de noviembre de 1962, João Gilberto, Antônio Carlos Jobim, Luiz Bonfá, Roberto Menescal y Sérgio Mendes, entre otros, presentaron en el Carnegie Hall el primer concierto estadounidense de bossa nova, el nuevo jazz brasileño. Según la crítica Liliana Harb Bollos, el objetivo de este concierto era "difundir la música popular brasileira en la capital del jazz". Para entonces, la bossa nova enfrentaba un declive en Brasil, pero continuó disfrutando de popularidad en otros países.
Después del concierto del Carnegie Hall, el productor Creed Taylor quería reunir a Jobim y Gilberto con Getz para una "documentación histórica" del género musical. Esto sucedió en 1963 con las grabaciones de Getz/Gilberto, y lanzado en 1964, seis años después del nacimiento de la bossa nova en Brasil.

## Lista de canciones

### Versión LP
- Lado A

| N.º | Título                | Escritor(es)                              | Duración |  |
| 1.  | «Sambalero»           | Luiz Bonfá                                | 2:07     |  |
| 2.  | «Só danço samba»      | Antônio Carlos Jobim · Vinícius de Moraes | 3:35     |  |
| 3.  | «Insensatez»          | Jobim · de Moraes                         | 3:18     |  |
| 4.  | «O morro não tem vez» | Jobim · de Moraes                         | 6:50     |  |
| 5.  | «Samba de duas notas» | Bonfá                                     | 4:18     |  |

- Lado B

| N.º | Título                                   | Escritor(es)         | Duración |  |
| 6.  | «Menina flor»                            | Bonfá · Maria Toledo | 4:05     |  |
| 7.  | «Mania de Maria»                         | Bonfá · Toledo       | 2:30     |  |
| 8.  | «Saudade vem correndo»                   | Bonfá · Toledo       | 3:36     |  |
| 9.  | «Um abração no Getz (A Tribute to Getz)» | Bonfá                | 4:20     |  |
| 10. | «Ebony Samba»                            | Bonfá                | 3:50     |  |

### Versión CD + Bonus tracks
| N.º | Título                                   | Escritor(es)                              | Duración |  |
| 1.  | «Sambalero»                              | Luiz Bonfá                                | 2:09     |  |
| 2.  | «Só danço samba»                         | Antônio Carlos Jobim · Vinícius de Moraes | 3:39     |  |
| 3.  | «Insensatez»                             | Jobim · de Moraes                         | 3:23     |  |
| 4.  | «O morro não tem vez»                    | Jobim · de Moraes                         | 6:55     |  |
| 5.  | «Samba de duas notas»                    | Bonfá                                     | 4:21     |  |
| 6.  | «Menina flor»                            | Bonfá · Maria Toledo                      | 4:11     |  |
| 7.  | «Mania de Maria»                         | Bonfá · Toledo                            | 2:45     |  |
| 8.  | «Saudade vem correndo»                   | Bonfá · Toledo                            | 3:40     |  |
| 9.  | «Um abração no Getz (A Tribute to Getz)» | Bonfá                                     | 4:27     |  |
| 10. | «Ebony Samba (Second version)»           | Bonfá                                     | 4:40     |  |
| 11. | «Ebony Samba (First version)»            | Bonfá                                     | 3:49     |  |

## Personal

### Producción
- Producido por Creed Taylor.
- Arreglos por Luiz Bonfá (1, 5-11) y Antônio Carlos Jobim (2-4).
- Ingeniería: Val Valentin (dirección). Phil Ramone, Bob Simpson y Ray Hall (grabación).
- Notas de álbum: Dom Cerulli.
- Pintura (carátula): Olga Albizu.
- Fotografía: Jim Marshall.
- Grabado en Webster Hall, Nueva York.
  - 8 de febrero de 1963: "Sambalero", "Só danço samba", "Insensatez", "O morro não tem vez", "Um abração no Getz"
  - 9 de febrero de 1963: "Samba de duas notas", "Menina flor" y "Mania de Maria"
  - 27 de febrero de 1963: "Saudade vem correndo", "Ebony Samba" (ambas versiones)

### Músicos
- Stan Getz: saxofón tenor
- Luiz Bonfá: guitarra
- Antônio Carlos Jobim: guitarra (1-4, 9) y piano (3)
- Maria Toledo: voz y vocalización (1, 3, 5-8)
- Tommy Williams: contrabajo (1-4, 9)
- George Duvivier: contrabajo (1-4, 9)
- Don Payne: contrabajo (5-8, 10-11)
- Paulo Ferreira: batería (1-11)
- José Carlos: batería y percusión (1-4, 9)
- Dave Bailey: batería (8, 10-11)

## Posicionamiento en listas
| Lista (1963)                       | Mejor posición | Semanas en lista |
| ---------------------------------- | -------------- | ---------------- |
| Billboard Top LPs                  | 88             | 11 semanas       |
| Billboard Best Selling Jazz Albums | 21             | 2 semanas        |